# Love Story (테일러 스위프트의 노래)
‘Love Story’는 미국의 싱어송라이터 테일러 스위프트의 노래로, 2008년에 발매한 두 번째 정규 음반 “Fearless”에 수록되어 있다. 스위프트가 혼자서 노래의 작사와 작곡을 맡았으며, 프로듀싱은 네이선 채프먼과 함께 작업하였다. 2008년 9월 2일 빅 머신 레코드를 통하여 음반의 리드 싱글로 발매하였다. 가사에서는 주인공의 가족과 친구들이 알지 못하는 로맨스를 노래하고 있으며, 스위프트는 이를 윌리엄 셰익스피어가 쓴 로미오와 줄리엣의 줄거리에서 영감을 받아, 연극에 기초하여 가사를 썼다. 하지만 원작에서 맞는 비극적인 결말을 해피 엔딩으로 변경하였다. 또한 가사는 줄리엣의 관점으로 진행된다. 음악적으로 ‘Love Story’는 미드템포의 컨트리 팝 노래로, 몽환적인 소프라노 보컬과 끊임없이 이어지는 멜로디가 특징이다.
노래는 음악 평단으로부터 극찬을 받았으며, 특히 스위프트의 작사 스타일과 노래에서 느껴지는 매력에 많은 호평이 있었다. 상업적으로도 2010년에만 전 세계적으로 1500만이 넘는 판매고를 기록하였다. 범세계적으로 1800만의 판매량을 넘어섰으며, 역사상 가장 많이 팔린 싱글 중 하나로 거론되고 있다. 미국의 빌보드 핫 100 차트에서는 최고 순위 4위까지 올라갔으며, 9백만 건 이상의 디지털 다운로드로 스위프트의 노래 중에서 가장 많이 판매된 싱글임과 동시에 한때 빌보드 핫 100에서 가장 많이 판매된 디지털 컨트리 노래이기도 하였다. 이외에도 미국의 미국 음반 산업 협회(RIAA)에서 8×플래티넘 인증을 받는 등, 미국에서 가장 많이 판매된 싱글 중 하나이기도 하다. 오스트레일리아에서도 큰 성공을 거두며, 스위프트의 곡으로는 처음으로 차트에서 1등을 차지하였으며, 오스트레일리아 음반 산업 협회(ARIA)로부터 7×플래티넘 인증을 받았다.

## 곡 목록
| - Promo CD single / digital download 1. "Love Story" – 3:57 - Pop Mix digital download 1. "Love Story" (Pop Mix) – 3:53 - US CD single 1. "Love Story" (US Pop Mix) – 3:53 2. "Love Story" – 3:57 - AUS / EU CD single 1. "Love Story" – 3:57 2. "Love Story" (Digital Dog Radio Mix) – 3:11 - UK CD single 1. "Love Story" – 3:57 2. "Beautiful Eyes" – 2:56 3. "Love Story" (Digital Dog Radio Mix) – 3:11 - UK digital download Remix Bundle 1. "Love Story" (Digital Dog Remix) – 5:58 2. "Love Story" (J Stax Club Mix) – 5:28 | - UK Stripped Performance single 1. "Love Story" (Stripped) – 3:42 - GER CD single 1. "Love Story" – 3:57 2. "Beautiful Eyes" – 2:56 3. "Love Story" (Digital Dog Radio Mix) – 3:11 4. "Love Story" (Music Video) – 3:54 - The Remixes Maxi-CD single 1. "Love Story" (Digital Dog Remix) – 5:59 2. "Love Story" (Digital Dog Radio Mix) – 3:11 3. "Love Story" (Digital Dog Dub) – 5:38 4. "Love Story" (J Stax Club Mix) – 5:29 5. "Love Story" (J Stax Radio Mix) – 3:42 6. "Love Story" (Album Version) – 3:57 |